# Långåssjön
Långåssjön är en sjö i Ale kommun i Västergötland och ingår i Göta älvs huvudavrinningsområde. Sjön ligger i vildmarksområdet Risveden och avvattnas av Råttån som via Forsån rinner ut i Grönån sydväst om Skepplanda.